# Championnat du Salvador de football 1950-1951
Navigation
Saison précédente Saison suivante
La Primera División 1950-1951 est la deuxième édition de la première division salvadorienne.
Lors de ce tournoi, le Once Municipal a tenté de conserver son titre de champion du Salvador face aux neuf meilleurs clubs salvadoriens.
Chacun des dix clubs participant était confronté une seule fois aux neuf autres équipes.

## Les 10 clubs participants
| \| Sonsonate : Ferrocarril CD Juventud Olímpica CD Águila CD Dragon Club Deportivo FAS CD Santa Anita Sonsonate CD Independiente Sonsonate CD Luis Ángel Firpo CD Atlético Marte Club Deportivo FAS CD Santa Anita \| Localisation des clubs engagés dans le championnat. |
| Sonsonate : Ferrocarril CD Juventud Olímpica CD Águila CD Dragon Club Deportivo FAS CD Santa Anita Sonsonate CD Independiente Sonsonate CD Luis Ángel Firpo CD Atlético Marte Club Deportivo FAS CD Santa Anita                                                           |

| Club                     | Stade                        | Capacité          | Ville          |
| CD Águila                | Stade Juan Francisco Barraza | 10 000            | San Miguel     |
| CD Dragon                | Stade Juan Francisco Barraza | 10 000            | San Miguel     |
| Club Deportivo FAS       | Stade Oscar Quiteño          | 15 000            | Santa Ana      |
| Ferrocarril (en)         | Stade inconnu                | Capacité inconnue | Sonsonate      |
| CD Independiente         | Stade inconnu                | Capicité inconnue | San Vicente    |
| CD Juventud Olímpica     | Stade Ana Mercedez           | 8 000             | Sonsonate      |
| CD Luis Ángel Firpo      | Stade Sergio Torres          | 5 000             | Usulután       |
| CD Atlético Marte        | Stade Cuscatlán              | 45 925            | San Salvador   |
| CD Olímpico Litoral (en) | Stade inconnu                | Capacité inconnue | Ville inconnue |
| CD Santa Anita           | Stade inconnu                | Capacité inconnue | Santa Ana      |

## Compétition
Les dix équipes affrontent une seule fois les neuf autres équipes selon un calendrier tiré aléatoirement.
Le classement est établi sur l'ancien barème de points (victoire à 2 points, match nul à 1, défaite à 0).
Le départage final se fait selon les critères suivants :
- Le nombre de points.
- Un match d'appui pour départager les équipes si le titre ou la relégation est en jeu.
- La différence de buts générale.

### Classement
| \| Rang \| Équipe \| Pts \| J \| G \| N \| P \| Bp \| Bc \| Diff \| \| ---- \| --------------------------- \| --- \| - \| - \| - \| - \| -- \| -- \| ---- \| \| 1 \| CD Dragon \| 13 \| 9 \| 5 \| 3 \| 1 \| 18 \| 12 \| +6 \| \| 2 \| Club Deportivo FAS \| 12 \| 9 \| 5 \| 2 \| 2 \| 34 \| 14 \| +20 \| \| 3 \| CD Atlético Marte \| 12 \| 9 \| 5 \| 2 \| 2 \| 24 \| 17 \| +7 \| \| 4 \| CD Luis Ángel Firpo \| 10 \| 9 \| 3 \| 4 \| 2 \| 24 \| 16 \| +8 \| \| 5 \| Ferrocarril (en)[2] \| 10 \| 9 \| 3 \| 4 \| 2 \| 22 \| 16 \| +6 \| \| 6 \| CD Santa Anita \| 9 \| 9 \| 3 \| 3 \| 3 \| 15 \| 8 \| +7 \| \| 7 \| CD Juventud Olímpica \| 8 \| 9 \| 2 \| 4 \| 3 \| 9 \| 14 \| -5 \| \| 8 \| CD Independiente \| 6 \| 9 \| 3 \| 0 \| 6 \| 14 \| 20 \| -6 \| \| 9 \| CD Olímpico Litoral (en)[2] \| 6 \| 9 \| 2 \| 2 \| 5 \| 15 \| 32 \| -17 \| \| 10 \| CD Águila[2] \| 4 \| 9 \| 1 \| 2 \| 6 \| 11 \| 37 \| -26 \| |                          |     |   |   |   |   |    |    |      |
| Rang | Équipe                   | Pts | J | G | N | P | Bp | Bc | Diff |
| 1 | CD Dragon                | 13  | 9 | 5 | 3 | 1 | 18 | 12 | +6   |
| 2 | Club Deportivo FAS       | 12  | 9 | 5 | 2 | 2 | 34 | 14 | +20  |
| 3 | CD Atlético Marte        | 12  | 9 | 5 | 2 | 2 | 24 | 17 | +7   |
| 4 | CD Luis Ángel Firpo      | 10  | 9 | 3 | 4 | 2 | 24 | 16 | +8   |
| 5 | Ferrocarril (en)         | 10  | 9 | 3 | 4 | 2 | 22 | 16 | +6   |
| 6 | CD Santa Anita           | 9   | 9 | 3 | 3 | 3 | 15 | 8  | +7   |
| 7 | CD Juventud Olímpica     | 8   | 9 | 2 | 4 | 3 | 9  | 14 | -5   |
| 8 | CD Independiente         | 6   | 9 | 3 | 0 | 6 | 14 | 20 | -6   |
| 9 | CD Olímpico Litoral (en) | 6   | 9 | 2 | 2 | 5 | 15 | 32 | -17  |
| 10 | CD Águila                | 4   | 9 | 1 | 2 | 6 | 11 | 37 | -26  |

## Bilan du tournoi
| Tableau d'Honneur          |           |
| Compétition                | Vainqueur |
| Primera División 1950-1951 | CD Dragon |
| Promoting                  | H-13      |
|                            | Leones    |